# Кофетамин
Кофетамин — таблетки (покрытые оболочкой белого цвета), содержащие кофеина 0,1 г и эрготамина тартрата 0,001 г (1 мг). Применяют при мигрени (вазопаралитическая форма), а также как средство, понижающее внутричерепное давление при сосудистых, травматических, инфекционных поражениях ЦНС. Эффект связан с сосудосуживающим действием эрготамина и улучшением под влиянием кофеина функций головного мозга.
Назначают внутрь по 1—2 таблетки на приём во время приступа головной боли 2 раза в день, затем по 1 таблетке 2—3 раза в день в течение нескольких дней (до 1 мес). Аналогичный препарат выпускается за рубежом под названиями: Cofergot, Ergofein, Ergoffin, Leeford Migran.

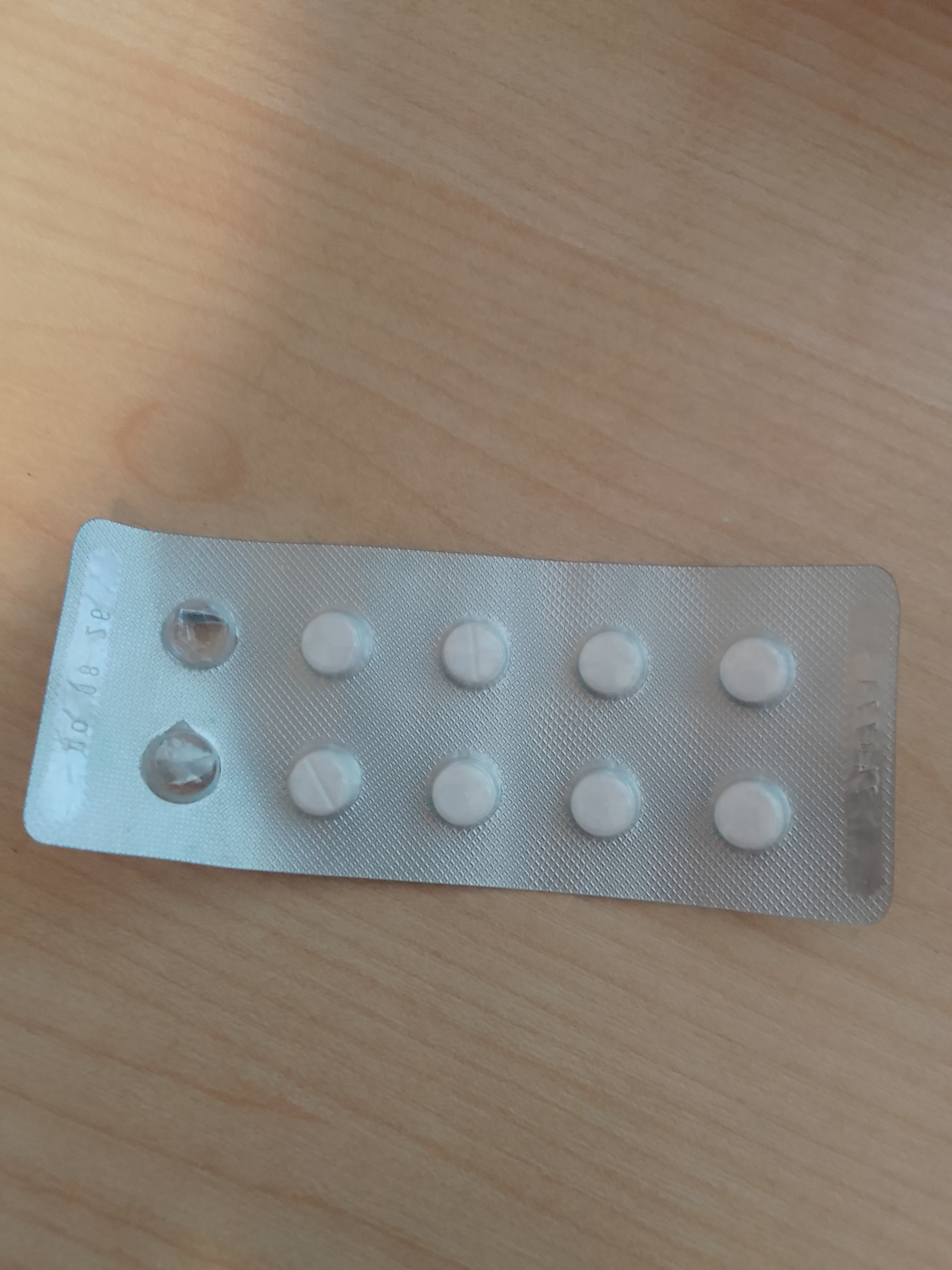
Таблетки Кофетамина